# Hybridstiftung
Eine Hybridstiftung (auch Teilverbrauchsstiftung) ist eine Stiftung, deren Stiftungsvermögen sich aus einem zu erhaltenden Grundstockvermögen und einem für die Zweckverfolgung zu verbrauchenden Verbrauchsvermögen zusammensetzt, die also neben dem Normalfall der „Ewigkeitsstiftung“ auch Züge der Verbrauchsstiftung hat.
Zur Anerkennung nach Paragraf 80 Absatz 2 Satz 1 BGB muss gewährleistet sein, dass für die dauernde und nachhaltige Erfüllung der Stiftungszwecke das zu erhaltende Vermögen ausreicht.
Hybridstiftungen sind zum Beispiel die Giordano-Bruno-Stiftung (seit 2015), die urgewald-Stiftung und die IOTA-Stiftung.